# آویانووا
آویانووا (روسی: ООО «Авианова») شرکت هواپیمایی روس است، که در سال ۲۰۰۹ تأسیس شد.